# Les Grilles de ma maison

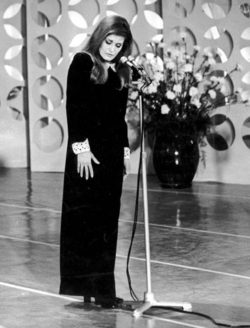
Dalida en 1967.

Les Grilles de ma maison est une chanson écrite par Claude Putman et Jacques Chaumelle et chantée par Dalida. Elle est sortie en 1967. La chanson s'est vendue à plus de 100 000 exemplaires en 1967.
Cette chanson évoque le retour de Dalida dans sa maison de Montmartre après avoir échappé de peu à la mort, à la suite de sa tentative de suicide. Elle retrouve sa maison où rien n'a changé, excepté elle-même : elle change de style musical et elle accorde désormais davantage d'importance aux textes des chansons qu'elle choisit, en leur donnant une dimension plus poétique.